# Conoaxima
Conoaxima är ett släkte av steklar. Conoaxima ingår i familjen kragglanssteklar.
Kladogram enligt Catalogue of Life:
| Conoaxima | \| \| Conoaxima acricola \| \| \| \| \| \| Conoaxima affinis \| \| \| \| \| \| Conoaxima aztecicida \| \| \| \| |
|           | \| \| Conoaxima acricola \| \| \| \| \| \| Conoaxima affinis \| \| \| \| \| \| Conoaxima aztecicida \| \| \| \| |
|           | Conoaxima acricola                                                                                              |
|           | |
|           | Conoaxima affinis                                                                                               |
|           | |
|           | Conoaxima aztecicida                                                                                            |
|           | |